# تشارلز ويتمان كروس
تشارلز ويتمان كروس (بالإنجليزية: Charles Whitman Cross)‏ هو جيولوجي أمريكي، ولد في 1 سبتمبر 1854 في أميرست في الولايات المتحدة، وتوفي في 20 أبريل 1949 في تشيفي تشايس ‏ في الولايات المتحدة.